# Hitomi Hatakeda
Hitomi Hatakeda (村上茉愛?, Hatakeda Hitomi; Tokyo, 1º settembre 2000) è una ginnasta giapponese, vincitrice di quattro medaglie d'oro alle Universiadi di Napoli nel 2019.

## Carriera

### 2021
Nel 2021, in seguito ai Campionati nazionali giapponesi, viene inclusa nella squadra olimpica, insieme alle compagne Mai Murakami, Aiko Sugihara e Hiraiwa Yuna.
Il 25 luglio gareggia nelle Qualificazioni aiutando la squadra giapponese ad accedere alla finale con l'ottavo punteggio.
Il 27 luglio il Giappone partecipa alla finale a squadre, dove migliora la propria prestazione terminando al quinto posto.
Il 18 ottobre partecipa alla fase di qualificazioni dei Campionati del Mondo di Kitakyushu, qualificandosi per la finale all-around con il quarto punteggio.
Il 20 ottobre, a seguito di una caduta in allenamento, riportando danni al midollo spinale e  varie contusioni vertebrali.